# Chanbria tehachapianus
Chanbria tehachapianus es una especie de arácnido  del orden Solifugae de la familia Eremobatidae.

## Distribución geográfica
Se encuentra en México y California en (Estados Unidos).